# Marsypophora erycinoides
Marsypophora erycinoides är en fjärilsart som beskrevs av Felder 1875. Marsypophora erycinoides ingår i släktet Marsypophora och familjen björnspinnare. Inga underarter finns listade i Catalogue of Life.